# Lauöarna
Lauöarna, även känd under namnet Östra ögruppen, är en ögrupp i Fiji som ligger i södra Stilla havet, precis öst om Korohavet. Av det hundratal öar och skär som ögruppen består av är ungefär trettio befolkade. Lauöarna täcker en yta om 487 kvadratkilometer. Ögruppen delas ofta in i en nordlig och en sydlig grupp, den nordliga består till stor del av vulkanöar, medan de sydliga är korallöar.
Lauöarna är en av de fjorton provinserna i Fiji, och dess huvudstad är Tubou, på södra delen av ön Lakeba. Provinsen är en del av landets östra division (som också inkluderar provinserna Kadavu och Lomaiviti), och en del av Tovatakonfederationen, en av hövdinghierarkierna i landet.

## Historia

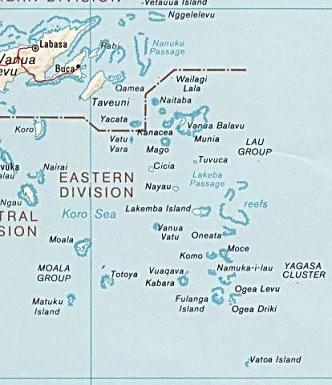
Karta över ögruppen.

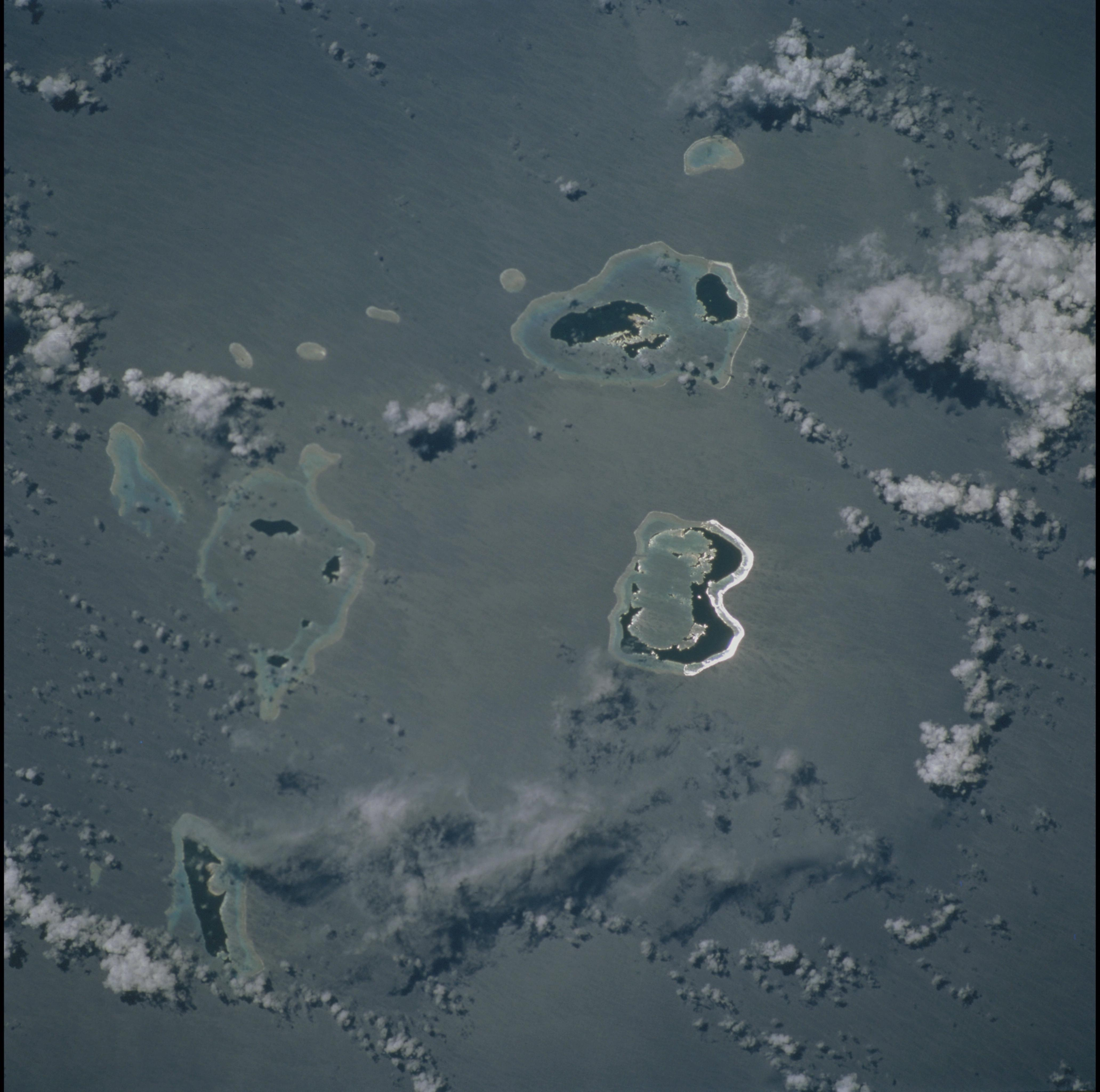
Satellitbild

Den brittiske utforskaren James Cook upptäckte Vatoa 1774. Då Onoöarna upptäcktes 1820 var Lauöarna det bäst kartlagda området i Fiji.
Politisk enighet kom sent till Lauöarna. Historiskt bestod de av tre territorier, Norra Lauöarna, Södra Lauöarna och Moalaöarna. Runt 1855 erövrade den avfallne tonganske prinsen Enele Ma'afu regionen och enade dess administration. Han kallade sig själv kung av Lau, kungjorde en konstitution och uppmuntrade etablering av kristna missioner. De första missionärerna hade dock anlänt till Lakeba redan 1830, men hade blivit utvisade. Den tidigare herren av Lauöarna underkuvades av Ma'afu.
Titlarna Tui Nayau (historisk herre av Lauöarna) och Tui Lau (kungatiteln) förenades 1973, då Kamisese Mara, som redan installerats som Tui Nayau 1969, också installerades som Tui Lau. Han hade ärvt den tidigare titeln från sin far, Tevita Uluilakeba III, och den senare hade inte varit tillsatt sedan hans kusin Lala Sukuna lämnade den 1958.
Norra Lauöarna, som sträckte sig till Tuvuca i syd, lydde under Taveuni och betalade skatt till Tui Cakau (hövdingen av Cakaudrove). 1855 däremot tog Ma'afu över de norra öarna och etablerade Lomaloma på ön Vanua Balavu som sin huvudstad.
Södra Lauöarna sträckte sig från Ono-i-Lau i söder till Cicia i norr. Öarna lydde under Tui Nayau, men i och med Ma'afus erövring under 1850-talet kom öarna under Tongas överhöghet.
Moalaöarna hade närmre band med Bau och Lomaiviti än Lauöarna, men Ma'afus erövring förenade dem med Lauöarna. De har sedan dess administrativt varit en del av provinsen Lau.